# Generali Deutschland

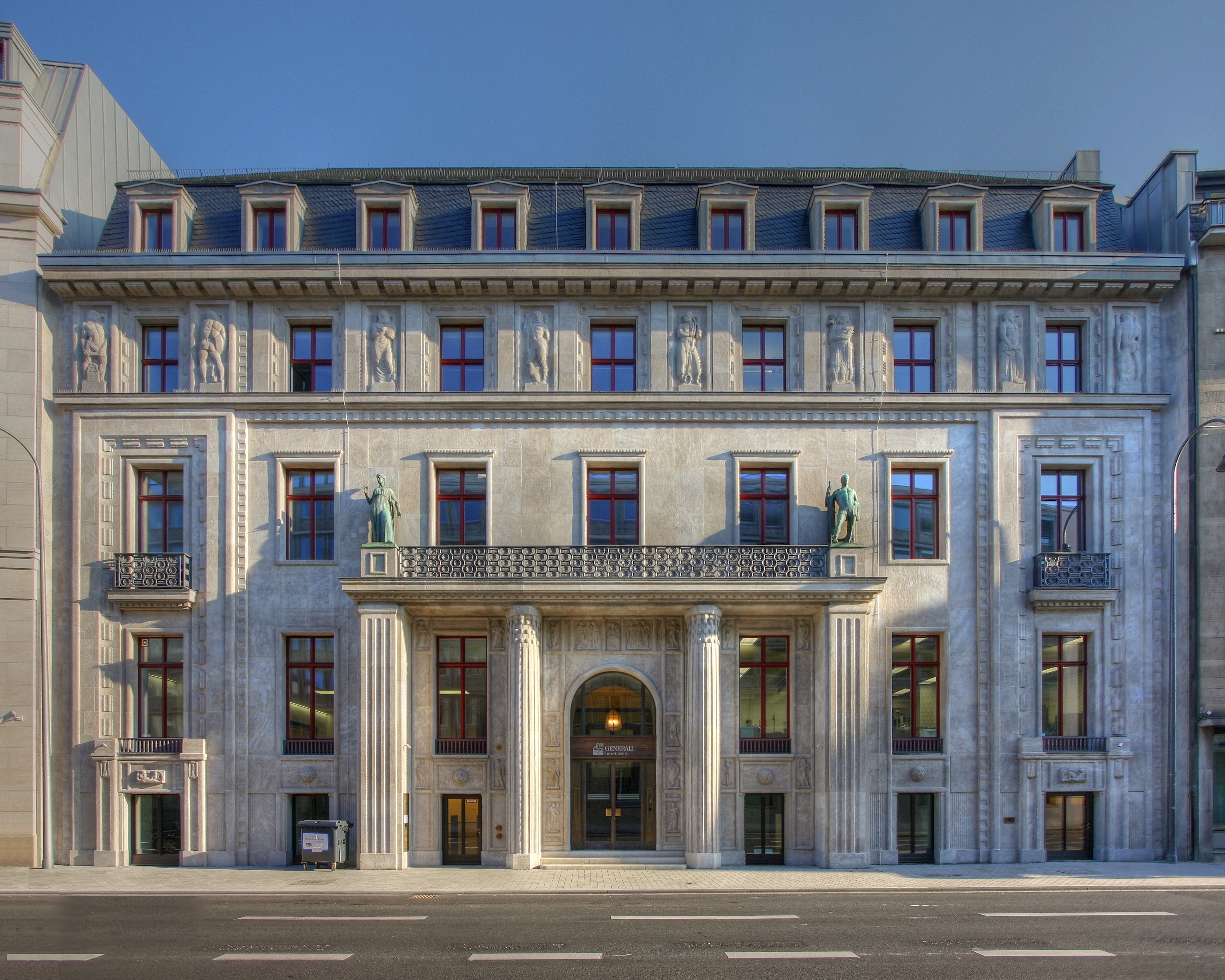
sede a Colonia

Generali Deutschland è una holding tedesca controllante circa 20 società assicurative. È il secondo assicuratore in Germania subito dopo Allianz. Il suo quartier generale è situato a Colonia. Tra le compagnie controllate sono da segnalare AachenMünchener, CosmosDirekt, Volksfürsorge Versicherungsgruppe. La società è posseduta da Assicurazioni Generali.